# Stanisław Witaszczyk
Stanisław Witaszczyk (ur. 3 kwietnia 1953 w Radomsku) – polski polityk, inżynier i samorządowiec, w latach 2004–2006 marszałek województwa łódzkiego, poseł VI kadencji Sejmu.

## Życiorys
Ukończył Szkołę Główną Gospodarstwa Wiejskiego oraz studia podyplomowe w Studium Biznesu i Marketingu na Uniwersytecie Łódzkim.
Od 1982 do 1989 kierował wydziałem rolnym Zjednoczonego Stronnictwa Ludowego. W 1990 został członkiem Ochotniczej Straży Pożarnej (gdzie w okresie 1995–2000 był prezesem zarządu wojewódzkiego), a w 1991 Klubu Inteligencji Katolickiej. W latach 1994–1997 pełnił funkcję wojewody piotrkowskiego. Od kwietnia 2003 do marca 2004 był członkiem zarządu województwa łódzkiego, następnie marszałkiem województwa łódzkiego. W latach 2006–2007 ponownie zasiadał w zarządzie województwa jako wicemarszałek. Zasiadał także jako radny w sejmiku łódzkim. Został przewodniczącym struktur PSL w województwie łódzkim.
W wyborach parlamentarnych w 2001 bez powodzenia kandydował do Senatu, a w wyborach w 2005 do Sejmu. W wyborach parlamentarnych w 2007 uzyskał mandat poselski z listy Polskiego Stronnictwa Ludowego. Kandydując w okręgu piotrkowskim, otrzymał 8570 głosów. W Sejmie wszedł w skład Komisji do Spraw Unii Europejskiej i Komisji Spraw Zagranicznych. W 2011 nie został ponownie wybrany. W 2014 został ponownie kandydatem do sejmiku łódzkiego, uzyskując w następstwie głosowania mandat radnego V kadencji. W 2015 ponownie bezskutecznie kandydował do Sejmu. Do 2016 był wiceprezesem zarządu Łódzkiej Specjalnej Strefy Ekonomicznej. W 2019 był kandydatem PSL do Senatu.
Odznaczony Krzyżem Kawalerskim Orderu Odrodzenia Polski (1999).